# ラジオの恋
『ラジオの恋』（ラジオのこい）は、2014年2月1日公開の日本映画。2014年2月1日より広島先行公開、2015年2月21日より全国公開された。

## 概要
ラジオでカリスマ的な人気を誇るRCCアナウンサー横山雄二のラジオ番組を元に脚本化した映画。広島出身の監督時川英之が広島に戻ったときにRCC文化センターに提案。広島市では、2013年に公開されロングラン。ミニシアターの近年の記録を塗り替えた。その反響を受け全国公開へと展開した。

## ストーリー
ラジオをめぐる広島の物語。
ラジオをやめたいという思いに駆られたラジオパーソナリティ、横山雄二。
しかし、ある日、「ミミ」と名乗る少女が彼の前に現れ、ラジオの世界に不可思議なことが起こり始める…。
少女が語りだす、横山への恋。そして、リスナーたちが応えるラジオへの恋。
情報に振り回されるこの時代で、新たに見出すラジオの価値。
電波に乗せて、今、広島の人々がつながってゆく。
現代の広島の街を美しい映像で映し出す、珠玉のファンタジー。

## キャスト
- ラジオパーソナリティ 横山雄二 - 横山雄二[1]
- ラジオディレクター - 末武太[1]
- 謎の少女 ミミ - 中野さくら[1]

- 中野杏
- Michael Devery
- 原武凛恩
- 須崎太陽
- 柿辰丸
- 宮本理英
- 世良洋子
- 青山高治
- 小林康秀
- 吉田幸
- 田口麻衣
- 泉水はる佳
- 秋本美代子
- 川本俊介
- 木原世宥子
- 河野満子
- 原田幸雄
- 足袋井直弘
- KURAU
- 伊藤日向子
- 今田好美
- 金田和恵
- 船越悠希
- 上綱克彦
- 下高大輔
- 田中卓志（アンガールズ）※友情出演
- 山根良顕（アンガールズ）※友情出演

## スタッフ
- 監督・脚本・編集 - 時川英之
- 製作 - 余田光隆、古川博志、佐倉寛二郎
- エグゼクティブプロデューサー - 岩井啓
- プロデューサー - 門田大地
- 音楽 - 佐藤礼央

- 撮影 - 角田真一、筒井俊行
- 照明 - 村地英樹
- 録音 - 野平信之
- 整音 - 久連石由文
- 特殊美術 - 植木聖、尾木篤
- 美術造形 - 和田拓治郎
- ヘアメイク - 平野智子、橋上智沙
- グラフィックデザイン - エノコウジ
- サウンドデザイン - 田村智之（クジラノイズ）
- ボイスレコーディング - ウチダ拓也、新江啓子
- 助監督 - 越智和寛
- アシスタントプロデューサー - 木村知里
- 英語字幕 - 小玉渚
- ポスター撮影 - 石河真理
- ポスター＆チラシデザイン - エノコウジ
- ダンス - 広島ダンススタジオ FLEX
- アコーディオン協力 - アコーディオン集団NORA
- 制作担当 - RCC文化センター40年実行委員会
- 挿入曲
  - 「トラベリン・バス」矢沢永吉 / 作詞：西岡恭蔵 作曲：矢沢永吉
  - 「アイ・ラヴ・ユー、OK」矢沢永吉 / 作詞：相沢行夫 作曲：矢沢永吉
  - 「O Holy night」作曲：ADAM ADOLPHE CHARLES ヴァイオリン演奏 - 青山朋水
  - 「流川」のら犬 / 作詞・作曲：足袋井直弘
- 協力 - 広島県、広島市、紙屋町シャレオ、広島県社交飲食生活衛生協同組合、広島市中央部商店街振興組合連合会、広島市流川銀座商店街、広島中央通商店街振興組合、広島本通商店街、広島電鉄株式会社
- 制作協力 - 株式会社中国放送、株式会社RCCフロンティア、株式会社RCC文化センター、広島フィルム・コミッション
- 音楽協力 - 株式会社 音
- 映画「ラジオの恋」製作委員会 - TBSサービス、TBSラジオ＆コミュニケーションズ、クロスメディア、TimeRiver Pictures
- 配給 - アークエンタテインメント
- 制作プロダクション - TimeRiver Pictures

## DVD
2015年6月8日発売。
- 発売元 - TBSサービス
- 販売元 - TCエンタテインメント